# جف وینر
جف وینر (انگلیسی: Jeff Weiner) کارآفرین، بازرگان و مدیر ارشد اجرایی آمریکایی است، که هم‌اکنون بعنوان مدیر عامل شرکت لینکدین فعالیت می‌کند.
وینر در پست‌های مدیریتی مختلفی در یاهو، از سال ۲۰۰۱ تا ۲۰۰۸ فعالیت کرد. در آخرین پست مدیریتی خودش در یاهو به عنوان مدیر اجرایی مدیرعامل تیمی با بیش از ۳۰۰۰ نیرو را رهبری می‌کرد و میزان استفاده‌کنندگان از محصولات یاهو را به ۵۰۰ میلیون نفر رساند.
هنگامی که در بخش شبکه یاهو فعالیت می‌کرد. به عنوان بخشی از تیم رهبری تحقیقات یاهو، فعالیت‌ها را به سمت مالکیت و ادغام Inktomi و AltaVista و FAST و همچنین ارتقای تکنولوژی موتور جستجوی یاهو هدایت کرد.
او به عنوان معاون مدیرعامل در شرکت برادران وارنر نیز فعالیت کرد. او مدیر اجرایی شرکت‌های Venture Capital و Accel Partners و Greylock Partners بود.
در سال ۲۰۱۱ او و رید هافمن به جایزه کارآفرین سال آمریکا دست پیدا کرد.
در سال ۲۰۱۴ او به خاطر رای کارمندان لینکدین از طریق گزارش سالانه Glassdoor در میان ۱۰ مدیرعامل برتر شرکت‌های تکنولوژی آمریکا قرار گرفت.
در سال ۲۰۱۶ به خاطر اهدای ۱۴ میلیون دلار از سهامش به کارکنان لینکدین موجب جلب توجه رسانه‌ها و کاهش پیدا کردن ارزش سهام لینکدین شد.
وی موفقیت‌های خودش را به خاطر استفاده از سیستم OKR در تمام مسئولیت‌های خودش می‌داند و معتقد است این سیستم بهترین شیوه برای مدیریت استارت آپ‌هایی است که تازه فعالیت خودشان را شروع کرده‌اند.